# Manuel Gómez-Moreno

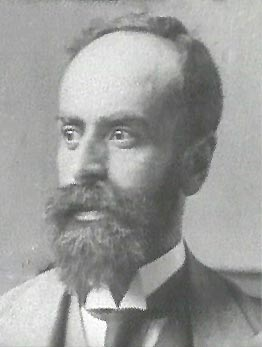
Manuel Gómez-Moreno, Photographie von 1915

Manuel Gómez-Moreno Martínez (* 21. Februar 1870 in Granada; † 7. Juni 1970 in Madrid) war ein spanischer Kunsthistoriker, Archäologe und Epigraphiker.

## Familie und Kindheit

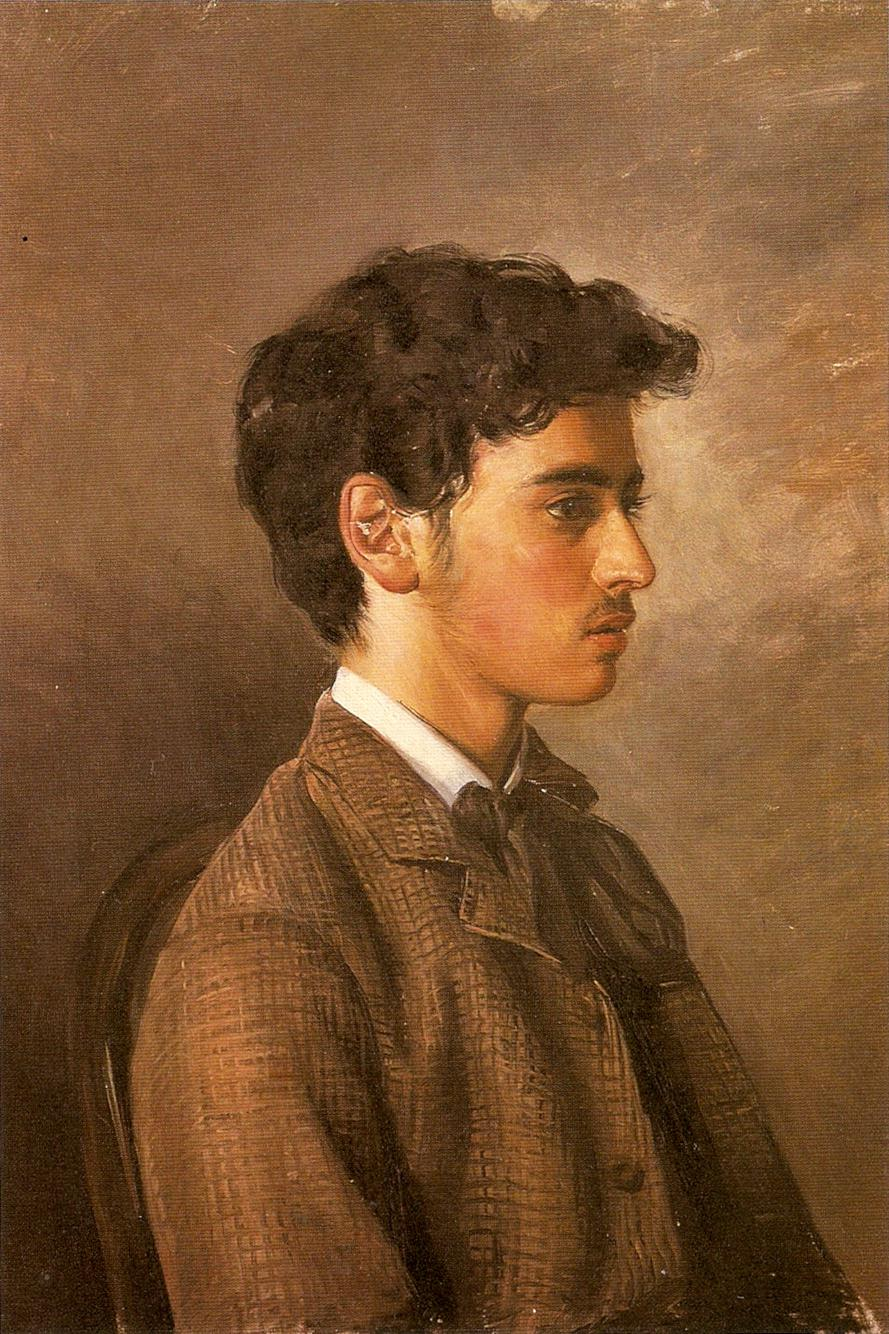
Porträt von Manuel Gómez-Moreno, von seinem Vater gemalt

Manuel Gómez-Moreno wurde als Sohn des Malers Manuel Gómez-Moreno González geboren. Sein Vater war Mitglied der Real Academia de Bellas Artes (Königliche Kunstakademie) und als Sekretär der Comisión Provincial de Monumentos (Denkmalamt der Provinz Granada) mit archäologischen Forschungen in der Provinz Granada betraut. Im Alter von acht Jahren begleitete Manuel seinen Vater für zwei Jahre nach Rom, wo dieser von 1878 bis 1880 ein Stipendium an der Academia de España en Roma erhalten hatte. Auf dem Weg nach Rom lernte Manuel Gómez-Moreno Madrid, Saragossa, Barcelona und Marseille kennen. Den Romaufenthalt nutzte er, um Italienisch zu lernen. Bereits damals fertigte er Zeichnungen an, wenn er mit seinem Vater archäologische Stätten besuchte. In Rom machte Manuel Gómez-Moreno Bekanntschaft mit den Archäologen Orazio Marucchi und Giovanni Battista de Rossi, dem Begründer der Christlichen Archäologie und der frühchristlichen Epigraphik. Auf dem Rückweg nach Granada bereiste er mit seinem Vater Pompeji, Herculaneum, Neapel und andere italienische Städte.

## Laufbahn
1886 begann Manuel Gómez-Moreno ein Lizenziatsstudium an der Fakultät für Philosophie und Literatur der Universität Granada, das er 1889 abschloss. Bei Francisco Javier Simonet nahm er Arabischunterricht. Bereits während seines Studiums war er neben Aureliano Fernández-Guerra (1816–1894) einer der Mitarbeiter von Emil Hübner, der drei Reisen nach Spanien unternahm und sich mit lateinischen Inschriften der iberischen Halbinsel befasste. Die Ergebnisse dieser Forschungen wurden 1992 als Ergänzungsband der Inscriptiones Hispaniae Latinae veröffentlicht. Gemeinsam mit seinem Vater veröffentlichte Manuel Gómez-Moreno 1888 eine Untersuchung zu den Ausgrabungen von Medina Elvira bei Atarfe. Auch bei dem 1892 erschienenen Führer von Granada (Guía de Granada) arbeitete er mit seinem Vater zusammen.
Von 1890 bis 1905 lehrte Manuel Gómez-Moreno Biblische Archäologie am Priesterseminar Sacro-Monte in Granada. In den Jahren 1895 bis 1897 unternahm er Reisen nach Almería, Málaga, Córdoba, Sevilla und Jaén, auf denen er Baudenkmäler und archäologische Stätten besuchte und sich mit Inschriften befasste.
Im Jahr 1900 wurde er mit der Erstellung eines Denkmalkataloges (Catálogo Monumental) von Ávila beauftragt. Diesem folgten Kataloge zu Segovia, Salamanca und León. Sein besonderes Interesse galt dabei den keltiberischen Siedlungen Castro de Las Cogotas (bei Cardeñosa in der Provinz Ávila), Castro de Ulaca (bei Villaviciosa in der Gemeinde Solosancho, ebenfalls in der Provinz Ávila), Yecla de Yeltes (in der Provinz Salamanca), Las Merchanas (bei Lumbrales in der Provinz Salamanca), Irueña (bei Fuenteguinaldo in der Provinz Salamanca) und Hinojosa de Duero (Provinz Salamanca). Ein weiterer Schwerpunkt seiner Forschung waren die präromanischen Kirchen in der Provinz Zamora, insbesondere die Kirche San Pedro de la Nave. Seine Doktorarbeit, die 1919 veröffentlicht wurde, widmete er den mozarabischen Kirchen der iberischen Halbinsel.
1909 ließ sich Manuel Gómez-Moreno in Madrid nieder. 1913 erhielt er an der Universidad Central, die später in Universidad Complutense de Madrid umbenannt wurde, den Lehrstuhl für arabische Archäologie, den er 1934 wegen Meinungsverschiedenheiten mit dem damaligen Dekan Manuel García Morente aufgab.
1910 wurde unter dem Erziehungs- und Kultusminister Álvaro Figueroa Torres das Centro de Estudios Históricos (Zentrum für Historische Studien) gegründet und Manuel Gómez-Moreno wurde zum Direktor der Abteilung Archäologie und Kunst des Mittelalters ernannt. 1925 begründete er die Zeitschrift Archivo Español de Arte y Arqueología, deren Mitherausgeber er war.
In den 1920er Jahren dehnte Gómez-Moreno seine Studienreisen nach Frankreich, Argentinien, Uruguay und Marokko aus. In Portugal lernte er den Linguisten und Ethnographen José Leite de Vasconcelos kennen, den Begründer und Leiter des Museu Nacional de Arqueologia in Lissabon. 1933 unternahm er mit Studenten und Professoren verschiedener Universitäten aus den Fachbereichen Geschichte und Architektur eine Mittelmeerkreuzfahrt, auf der sie Tunesien, Ägypten, Jerusalem, Smyrna, Malta, Griechenland und die Inseln Kreta und Rhodos sowie Sizilien und Mallorca besuchten.

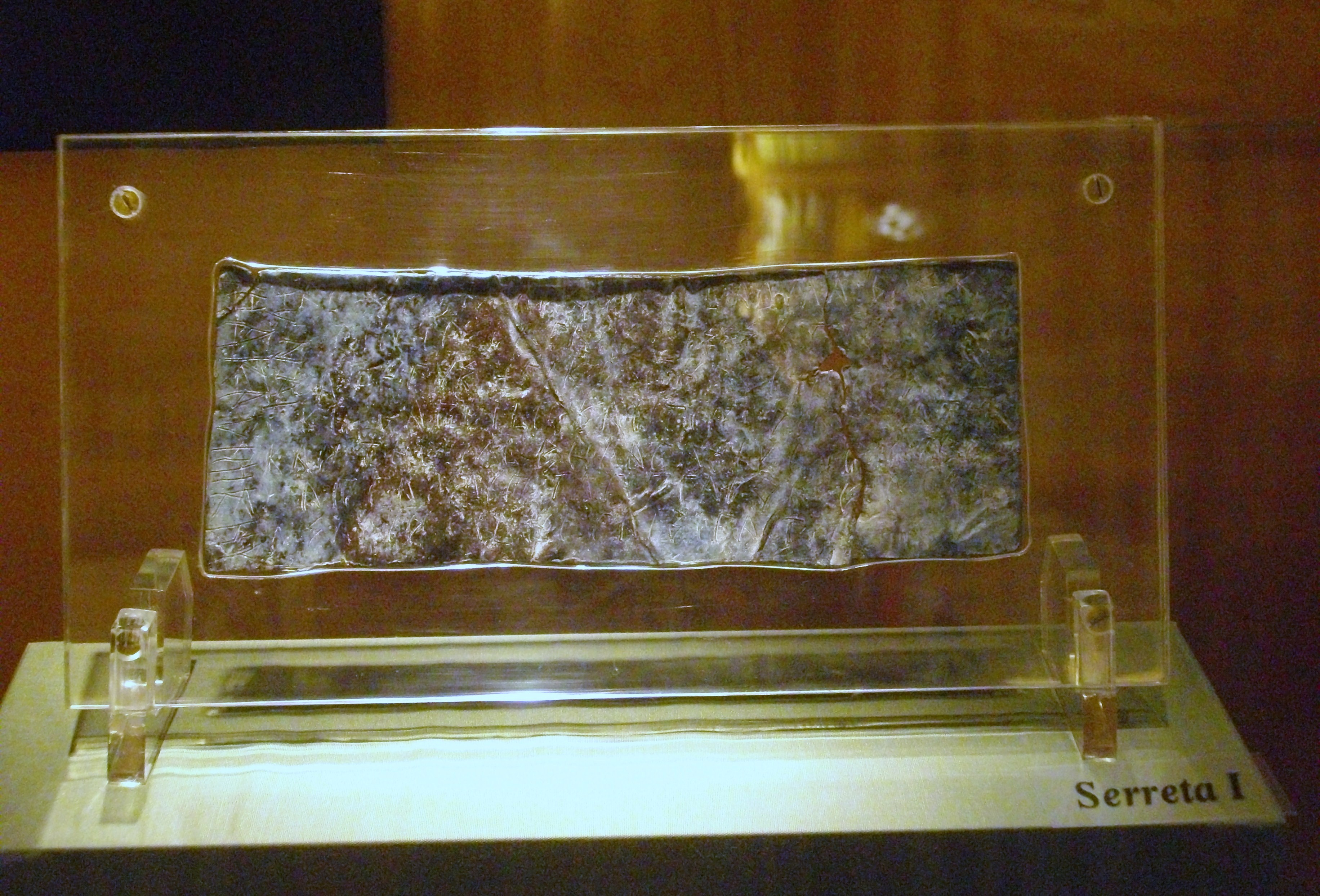
Bleiblech von Alcoy mit iberischer Schrift

Besonders beschäftigte sich Manuel Gómez-Moreno mit der Numismatik und der Epigraphik und widmete sich der Erforschung vorrömischer Sprachen und Schriften auf der iberischen Halbinsel. 1922 veröffentlichte er eine Abhandlung über die iberische Inschrift auf einem bei Alcoy entdeckten Bleiblech. Im gleichen Jahr gelang ihm die Entzifferung der nordostiberischen Schrift.
Manuel Gómez-Moreno, der viele in Vergessenheit geratene Baudenkmäler in Spanien wiederentdeckte und in seine Denkmalskataloge aufnahm, ist es sicherlich zu verdanken, dass diese vor dem endgültigen Verfall und Abriss bewahrt wurden. Ein Porträt, das der Maler Luis Mosquera Gómez (1899–1987) im Jahr 1964 von ihm anfertigte, zeigt den Gelehrten als alten Mann in die Betrachtung einer antiken Vase vertieft, die ihn noch immer in ihren Bann zieht.

## Auszeichnungen
- 1917: Aufnahme in die Real Academia de la Historia[6] auf Vorschlag des Epigraphikers und Philologen Fidel Fita
- 1931: Aufnahme in die Real Academia de Bellas Artes
- 1941: Ehrendoktor der Universitäten Montevideo und Oxford
- 1942: Auszeichnung mit dem Großkreuz des Ordens Alfons X. des Weisen
- 1942: Aufnahme in die Real Academia Española
- 1951: Ehrendoktor der Universität Glasgow
- 1956: Preis für Geschichte der Fundación March
- 1970: Ehrendoktor der Universität Granada
- Ehrenpräsident des Instituto Diego Velázquez de Arte y Arqueología

## Werke (Auswahl)
- Medina Elvira. Mit Manuel Gómez-Moreno González. Imprenta de la Lealtad, Granada 1888.
- Monumentos romanos y visigóticos de Granada. Imprenta de la Lealtad, Granada 1889.
- Guía de Granada. Mit Manuel Gómez-Moreno González, Madrid 1892.
- El arte de grabar en Granada. Madrid 1900.
- Arquitectura tartesia. La Necrópolis de Antequera. 1905.
- Granada y su provincia. In der Reihe Monumentos arquitectónicos de España. Madrid 1907.
- Alhambra. Mit 48 Illustrationen von Manuel Gómez-Moreno Martínez. In der Reihe El arte en España. Comisaría Regia del Turismo y Cultura Artística (Hrsg.), Barcelona 1911.
- Iglesias Mozárabes. Arte español de los siglos IX a XI. Madrid 1919.
- De Epigrafia ibérica: El plomo de Alcoy. In: Revista de Filología Española. Band 9,  Madrid 1922.
- Cerámica Medieval española. Fidel Giró, Barcelona 1924.
- Sobre los iberos y su lengua. In: Homenaje a Menéndez Pidal. Band III., Imprenta de la Librería y Casa Editorial Hernando, Madrid 1925.
- Provincia de León (1906–1908). In der Reihe Catálogo Monumental de España. Ministerio de Instrucción Pública y Bellas Artes (Hrsg.), Madrid 1925.
- Alonso Cano, escultor. In: Archivo Español de Arte y Arqueologia. Nr. VI, Madrid 1926.
- Provincia de Zamora (1903–1905). In der Reihe Catálogo Monumental de España. Ministerio de Instrucción Pública y Bellas Artes (Hrsg.), Madrid 1927.
- Obras de Miguel Angel en España. Madrid 1930.
- La escultura del Renacimiento en España. Editorial Firenze, Barcelona 1931.
- A propósito de Simón de Colonia en Valladolid. In: Archivo Español de Arte y Arqueologia. Madrid 1934.
- El arte románico español: Esquema de un libro. Madrid 1934.
- Valladolid. Mit 48 Illustrationen. In der Reihe El arte en España. Band 18., Patronato Nacional del Turismo (Hrsg.), Barcelona 1940.
- Las águilas del Renacimiento Español: Bartolomé Ordóñez. Diego Silóee. Pedro Machuca. Alonso Berruguete. 1517–1558. Madrid 1941.
- El Greco, (Dominico Theotocopuli). Barcelona 1943.
- La mezquita mayor de Tudela. Institución Príncipe de Viana (Hrsg.), Pamplona 1945.
- Historia y arte en el Panteón de las Huelgas de Burgos. Instituto Diego Velázquez (Hrsg.). Consejo Superior de Investigaciones Científicas, Madrid 1947.
- La escritura ibérica y su lenguaje. Madrid 1948.
- Misceláneas. Historia, arte, arqueología.... Silverio Aguirre, Madrid 1949.
- Diego de Pesquera, escultor. Madrid 1955.
- El barroco granadino. Real Academia de Bellas Artes de San Fernando (Hrsg.), Madrid 1956.
- Adán y la Prehistoria. Madrid 1958.
- La escritura bástulo-turdetana (primitiva hispánica). Artes Gráficas Clavileño, Madrid 1962.
- Diego Siloe: Homenaje en el IV centenario de su muerte. In der Reihe Cuadernos de arte y literatura der Universität Granada, Granada 1963.
- Documentación goda en pizarra. Madrid 1966.
- Provincia de Salamanca. In der Reihe Catálogo Monumental de España. Servicio Nacional de Información Artística (Hrsg.), Madrid 1967.